# Centruroides (Buthidae)

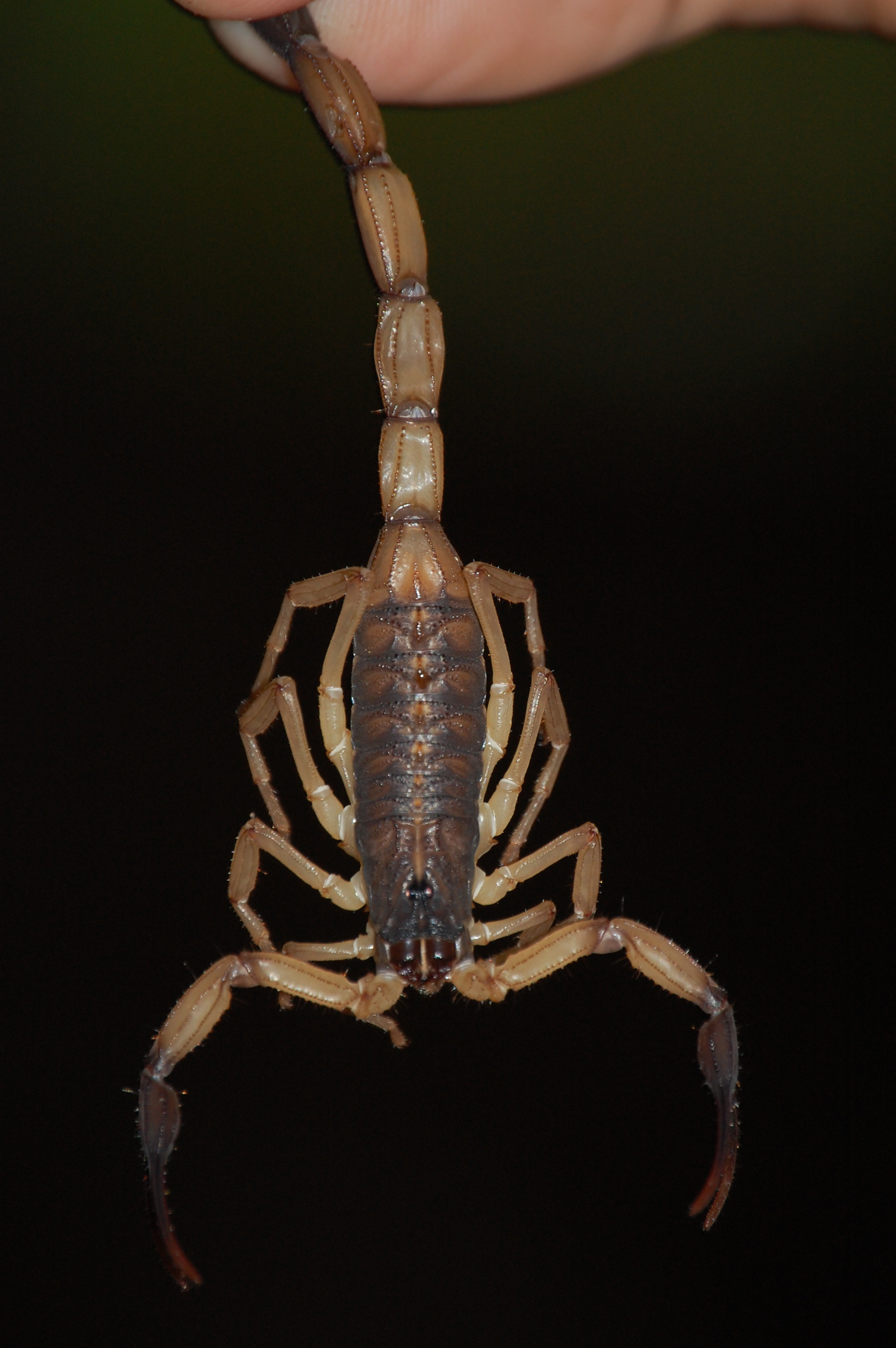
Centruroides limbatus

Centruroides là một chi bò cạp trong họ Buthidae. Hầu hết các loài trong chi có thể tìm thấy được ở Nam Hoa Kỳ, Mexico, Trung Mỹ, Antilles và Bắc Nam Mỹ.

## Các loài
Chi này có khoảng 70 loài được ghi nhận:
- Centruroides alayoni Armas, 1999
- Centruroides anchorellus Armas, 1976
- Centruroides arctimanus (Armas, 1976)
- Centruroides baergi Hoffmann, 1932
- Centruroides balsasensis Ponce & Francke, 2004
- Centruroides bani Armas & Marcano Fondeur, 1987
- Centruroides baracoae Armas, 1976
- Centruroides barbudensis (Pockock, 1898)
- Centruroides bertholdii (Thorell, 1876)
- Centruroides bicolor (Pocock, 1898)
- Centruroides chamulaensis Hoffmann, 1932
- Centruroides chiapanensis Hoffmann, 1932
- Centruroides edwardsii (Gervais, 1843)
- Centruroides elegans (Thorell, 1876)
- Centruroides exilicauda (Wood, 1863)
- Centruroides exilimanus Teruel & Stockwell, 2002
- Centruroides exsul (Meise, 1934)
- Centruroides fallassisimus Armas & Trujillo, 2010
- Centruroides farri Armas, 1976
- Centruroides flavopictus (Pocock, 1898)
- Centruroides fulvipes (Pocock, 1898)
- Centruroides galano Teruel, 2001
- Centruroides gracilis (Latreille, 1804)
- Centruroides granosus (Thorell, 1876)
- Centruroides guanensis Franganillo, 1930
- Centruroides hentzi (Banks, 1900)
- Centruroides hirsuticauda Teurel, 2011
- Centruroides hirsutipalpus Ponce-Saavedra & Francke, 2009
- Centruroides hoffmanni Armas, 1996
- Centruroides infamatus (C. L. Koch, 1844)
- Centruroides insulanus (Thorell, 1876)
- Centruroides jaragua Armas, 1999
- Centruroides jorgeorum Santiago-Blay, 2009
- Centruroides koesteri Kraepelin, 1911
- Centruroides limbatus (Pocock, 1898)
- Centruroides limpidus (Karsch, 1879)
- Centruroides luceorum Armas, 1999
- Centruroides mahnerti Lourenço, 1983
- Centruroides marcanoi Armas, 1981
- Centruroides margaritatus (Gervais, 1841)
- Centruroides mariaorum Santiago-Blay, 2009
- Centruroides meisei Hoffmann, 1939
- Centruroides melanodactylus Teruel, 2001
- Centruroides morenoi Mello-Leitao, 1945
- Centruroides navarroi Teruel, 2001
- Centruroides nigrescens (Pocock, 1898)
- Centruroides nigrimanus (Pocock, 1898)
- Centruroides nigropunctatus Teruel, 2006
- Centruroides nigrovariatus (Pocock, 1898)
- Centruroides nitidus (Thorell, 1876)
- Centruroides noxius Hoffmann, 1932
- Centruroides ochraceus (Pocock, 1898)
- Centruroides orizaba Armas & Martin-Frias, 2003
- Centruroides ornatus Pocock, 1902
- Centruroides pallidiceps Pocock, 1902
- Centruroides platnicki Armas, 1981
- Centruroides pococki Sissom & Francke, 1983
- Centruroides polito Teruel, 2007
- Centruroides rileyi Sissom, 1995
- Centruroides robertoi Armas, 1976
- Centruroides sasae Santiago-Blay, 2009
- Centruroides schmidti Sissom, 1995
- Centruroides sculpturatus Ewing, 1928
- Centruroides serrano Santibanez-Lopez & Ponce-Saavedra, 2009
- Centruroides sissomi Armas, 1996
- Centruroides spectatus Teruel, 2006
- Centruroides stockwelli Teruel, 2001
- Centruroides suffusus Pocock, 1902
- Centruroides tecomanus Hoffmann, 1932
- Centruroides testaceus (De Geer, 1778)
- Centruroides thorellii (Kraepelin, 1891)
- Centruroides tuxtla Armas, 1999
- Centruroides underwoodi Armas, 1976
- Centruroides vittatus (Say, 1821)